# Santa Margherita Lines
Santa Margherita Lines (malt. Is-Swar ta' Santa Margerita), znane też jako Firenzuola Lines (malt. Is-Swar ta' Firenzuola) – linia fortyfikacji w Cospicua, Malta. Były one budowane w XVII i XVIII w. w celu ochrony umocnień od strony lądu miast Birgu i Senglea. Druga linia fortyfikacji, znana jako Cottonera Lines, została później zbudowana wokół Santa Margherita Lines, kiedy miasto Cospicua zostało założone wewnątrz linii obronnych Santa Margherita i Cottonera.
Santa Margherita Lines były umieszczone na maltańskiej wstępnej liście światowego dziedzictwa UNESCO od roku 1998, jako część „Fortyfikacji Rycerzy wokół portów na Malcie”.

## Historia
Kamień węgielny pod Santa Margherita Lines został położony 30 grudnia 1638 r. przez Wielkiego Mistrza Juana de Lascaris-Castellar. Fortyfikacje zostały zaprojektowane przez Vicenzo Maculano da Firenzuola, i ich zadaniem było ochraniać fortyfikacje czołowe miast Birgu i Senglea, a także zapobiec atakowi z boku na stolicę – Vallettę. Linie zostały zbudowane na Santa Margherita Hill (Wzgórzu św. Małgorzaty), prawdopodobnie na ruinach antycznej greckiej świątyni lub zamku z wcześniejszego okresu. Wzgórze zostało wymienione przy opisie Wielkiego Oblężenia Malty 1565 roku, przez arkebusiera Francesco Balbi di Corregio, który zauważył istnienie belwederu na jego szczycie.
Kiedy w roku 1645 trzy centralne bastiony zostały ukończone, prace konstrukcyjna zostały wstrzymane z powodu braku funduszy. Fortyfikacje pozostały nieukończone przez wiele lat, i zaczęły być znane jako Fort Santa Margarita lub Fort Margarita. W latach 1670-tych, wokół ciągle nieukończonych Santa Margherita Lines, zbudowano Cottonera Lines, lecz konstruowanie nowej linii fortyfikacji zostało zawieszone w roku 1680, w związku ze śmiercią Wielkiego Mistrza Cotonera.
Budowę obydwu linii fortyfikacji - Santa Margherita Lines i Cottonera Lines - wznowiono w roku 1715. Do czasu zakończenia budowy w roku 1736, w skład Santa Mergherita Lines weszło pięć bastionów, dwa półbastiony, sześć murów osłonowych (kurtyn), trzy bramy, co najmniej dwie sally port, sucha fosa, osłonięta droga pod szczytem wału (covertway) z lunetą oraz stok (glacis)
Brytyjczycy zmodernizowali linię w latach 1850-tych, budując Fort Verdala oraz Szaniec św. Klemensa. Później połączyli Santa Margherita Lines z Cottonera Lines. W późnych latach XIX w. zachodnia część linii została zburzona, aby zrobić miejsce dla rozbudowującej się stoczni.
Fortyfikacje zostały wpisane na Listę Zabytków 1925. Większa część z fortyfikacji istnieje do dziś, lecz są one w podupadłym stanie. Przez niektóre bastiony i mury osłonowe biegną teraz drogi.

## Układ fortyfikacji

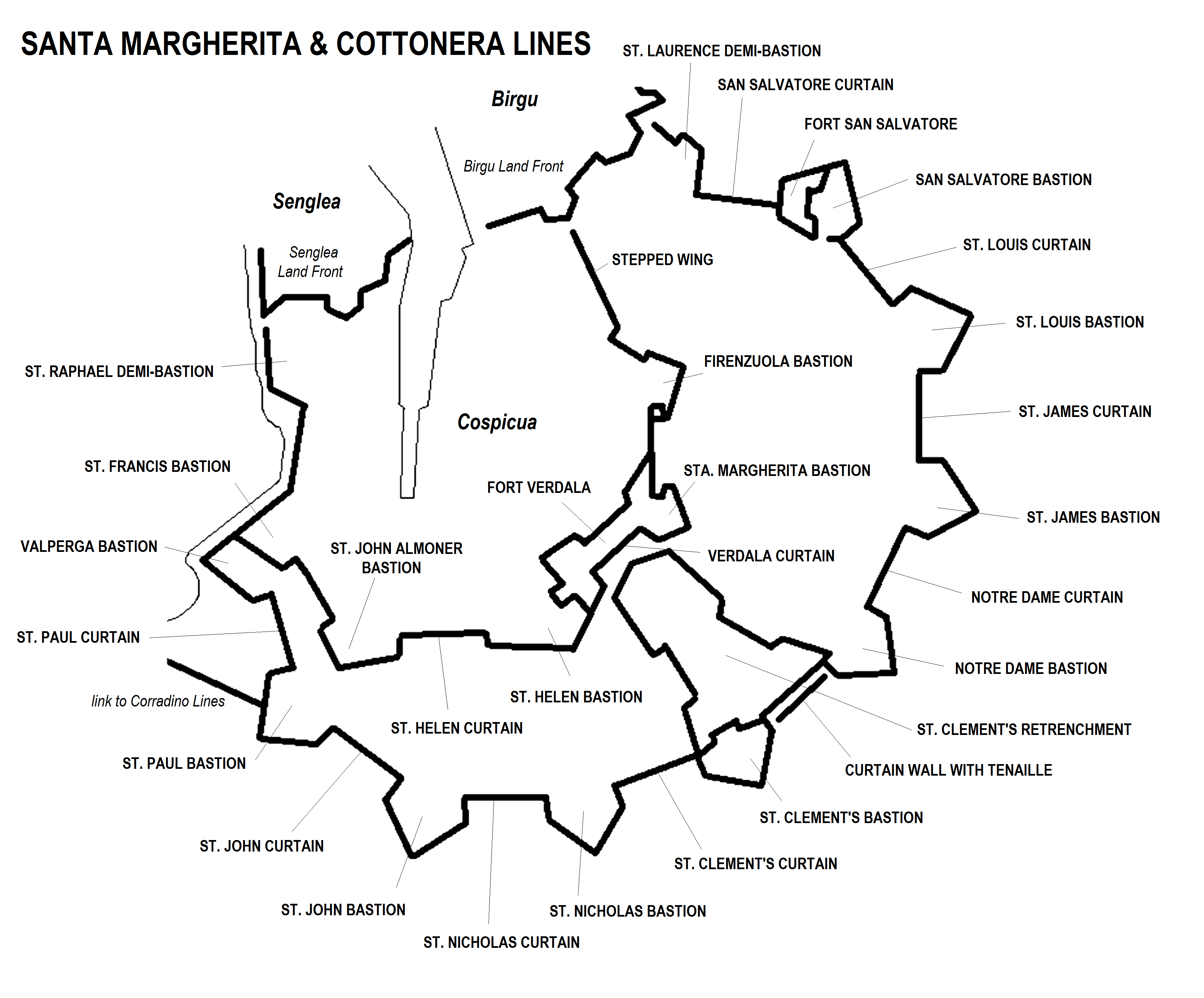
Mapa Santa Margherita Lines i Cottonera Lines. Santa Margherita Lines to wewnętrzna linia fortyfikacji.

Santa Margherita Lines zawierały, w momencie ukończenia w roku 1736, następujące elementy fortyfikacji (wzdłuż linii ruchem wskazówek zegara):
- schodkowe skrzydło muru osłonowego, łączącego fortyfikacje frontowe Birgu z Bastionem Firenzuoli. Współcześnie jest przecięte przez ulicę.[6]
- Firenzuola Bastion (Bastion Firenzuoli) – mały asymetryczny bastion.[7]
- bezimienny mur osłonowy (kurtyna), łączący Bastion Firenzuoli z Bastionem św. Małgorzaty. Jest on przecięty przez współczesną ulicę.
- Sta. Margherita Bastion (Bastion św. Małgorzaty) – mały ostroczołowy bastion, włączony teraz w Fort Vardala.[8]
- Verdala Curtain (Kurtyna Verdali) – mur osłonowy, łączący Bastion św. Małgorzaty z Bastionem św. Heleny. Znajduje się w nim Verdala Gate (Brama Verdali), i jest włączony w Fort Verdala i Szaniec św. Klemensa (St. Clement's Retrenchment).[9]
- St. Helen Bastion (Bastion św. Heleny) – duży bastion, formujący centralną część fortyfikacji. Jego górna część włączona jest w Fort Verdala.[10]
- St. Helen Curtain (Kurtyna św. Heleny) – mur osłonowy, łączący Bastion św. Heleny z Bastionem św. Jana Jałmużnika.[11] Zawiera St. Helen's Gate (Bramę św. Heleny), która jest główną bramą wejściową do miasta Cospicua, oraz dwa współczesne „przebicia” dla ruchu samochodowego. Kurtyna była oryginalnie osłaniana przez kleszcze i lunetę, które zostały rozebrane w XIX w.[12]
- St. John Almoner Bastion (Bastion św. Jana Jałmużnika) – dwupoziomowy bastion, zaprojektowany przez Charlesa François de Mondion na początku XVIII w. Lewa strona jego czołowej części jest przecięta przez współczesną ulicę.[13]
- bezimienny mur osłonowy (kurtyna), łączący Bastion św. Jana Jałmużnika z Bastionem św. Franciszka, zawierający zablokowaną sally port. Jego niższa część została zburzona w XIX w. podczas powiększania stoczni.[14]
- St. Francis Bastion (Bastion św. Franciszka) – bastion, zburzony w XIX wieku, aby zrobić miejsce dla rozbudowującej się stoczni.
- St. Raphael Demi-Bastion (Półbastion św. Rafała) – półbastion, zburzony w XIX wieku, aby zrobić miejsce dla rozbudowującej się stoczni.

W XIX wieku Brytyjczycy dobudowali:
- Fort Verdala – ufortyfikowane koszary, zbudowane wzdłuż Kurtyny Verdali.[15]
- St. Clement's Retrenchment (Szaniec św. Klemensa) – warowna konstrukcja, łącząca Santa Margherita Lines z Cottonera Lines.